# Premio Ariel per la miglior regia

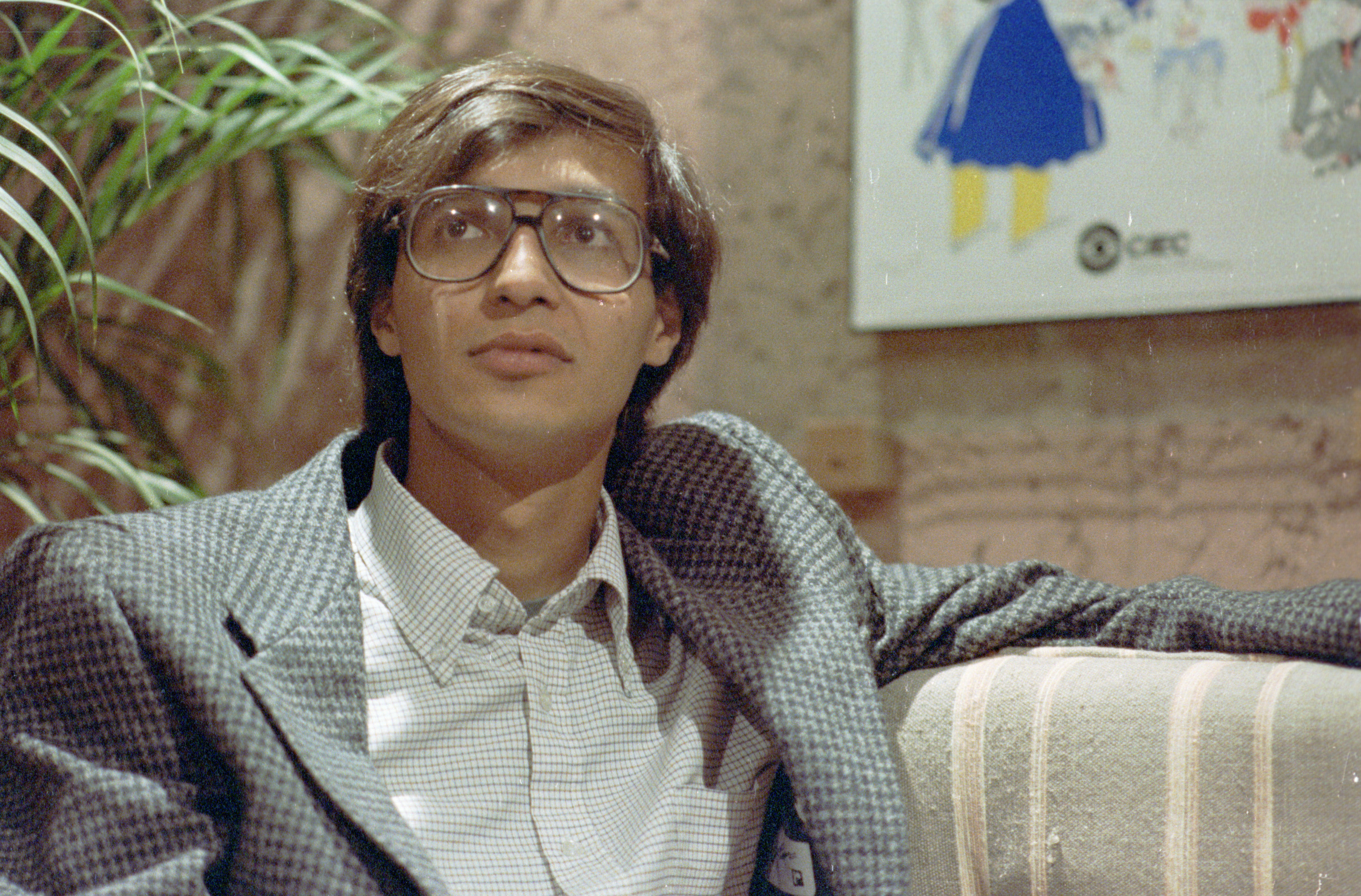
Carlos Carrera con Emilio Fernández detiene il record di vittorie, con quattro premi conseguiti

Il Premio Ariel per la migliore regia (Premio Ariel a la mejor dirección) è un riconoscimento annuale del Premio Ariel assegnato al miglior regista di film di produzione messicana scelto dall'Academia Mexicana de Artes y Ciencias Cinematográficas. 

## Vincitori e candidati
I vincitori sono indicati in grassetto, a seguire gli altri candidati.

### Anni 1940-1949
- 1946: Roberto Gavaldón - La barraca
  - Emilio Fernández - Abbandonata (Las abandonadas)
  - Julio Bracho - Crepúsculo
- 1947: Emilio Fernández - Enamorada
  - Julio Bracho - Cantaclaro
  - Roberto Gavaldón - Vita rubata (La otra)
- 1948: Emilio Fernández - La perla
  - Antonio Momplet - Bel Ami
  - Miguel Zacarías - Figlia mia (Soledad)
- 1949: Emilio Fernández - Il mostro di Rio Escondido (Rio Escondido)
  - Ismael Rodríguez - Los tres huastecos
  - Julio Bracho - Rosenda

### Anni 1950-1958
- 1950: Alejandro Galindo - Una familia de tantas
  - Emilio Fernández - Dimenticati da Dio (Pueblerina)
  - Miguel Zacarías - El dolor de los hijos
- 1951: Luis Buñuel - I figli della violenza (Los olvidados)
  - Tito Davison - Femmina diabolica (Doña Diabla)
  - Alfredo B. Crevenna - Otra primavera
- 1952: Roberto Gavaldón - Nel palmo della mano (En la palma de tu mano)
  - Alejandro Galindo - Doña Perfecta
  - Julio Bracho - Paraíso robado
- 1953: Non assegnato
  - Alfredo B. Crevenna - Mi esposa y la otra
  - Luis Buñuel - Salita al cielo (Subida al cielo)
  - Roberto Gavaldón - El rebozo de Soledad
- 1954: Roberto Gavaldón - El niño y la niebla
  - Ismael Rodríguez - Pepe el toro
  - Emilio Gómez Muriel - Un divorcio
- 1955: Alejandro Galindo - Los Fernández de Peralvillo
  - Alfredo B. Crevenna - Orquídeas para mi esposa
  - Roberto Gavaldón - Sombra verde
- 1956: Luis Buñuel - Le avventure di Robinson Crusoe (Robinson Crusoe) e Estasi di un delitto (Ensayo de un crimen)
  - Alfredo B. Crevenna - Una mujer en la calle
- 1957: Alfonso Corona Blake - El camino de la vida
  - Emilio Gómez Muriel - Con quién andan nuestras hijas
  - Roberto Gavaldón - La passionaria (La escondida)
- 1958: Tito Davison - La dulce enemiga
  - Tulio Demicheli - Feliz año, amor mío
  - Rogelio A. González - La culta dama

### Anni 1972-1979
- 1972: Jorge Fons- Tú, yo, nosotros
  - Alfonso Arau - El Águila descalza
  - Salomón Láiter - Las puertas del paraíso
- 1973: Luis Alcoriza - Mecánica nacional
  - Paul Leduc - Reed, México insurgente
  - Arturo Ripstein - El castillo de la pureza
- 1974: Gonzalo Martínez Ortega - El principio
  - Alfredo Joskowicz - El cambio
  - Jorge Fons - Fe, esperanza y caridad
- 1975: Emilio Fernández - La choca
  - Juan Manuel Torres - La otra virginidad
  - Luis Alcoriza - Presagio
- 1976: Miguel Littín - Actas de Marusia: storia di un massacro (Actas de Marusia)
  - Felipe Cazals - Canoa
  - Marcela Fernández Violante - De todos modos Juan te llamas
- 1977: Jaime Humberto Hermosillo - La pasión según Berenice
  - Alberto Isaac - Cuartelazo
  - Gonzalo Martínez Ortega - Longitud de guerra
- 1978: Jaime Humberto Hermosillo - Naufragio
  - Arturo Ripstein - El lugar sin limites
  - Julián Pastor - Los pequeños privilegios
- 1979: Arturo Ripstein - Cadena perpetua
  - Miguel Littín - El recurso del método
  - Jaime Humberto Hermosillo - Amor libre

### Anni 1980-1989
- 1980: Felipe Cazals - El año de la peste
  - Raúl Araiza - Fuego en el mar
  - Sergio Olhovich - El infierno de todos tan temido
- 1981: Servando González - Las grandes aguas
  - Julián Pastor - Morir de madrugada
  - Marcela Fernández Violante - Misterio
- 1982: Raúl Kamffer - ¡Ora si tenemos que ganar!
  - Alfredo Gurrola - Llámenme Mike
  - Mario Hernández - Noche de carnaval
- 1983: José Estrada - La pachanga
  - Alberto Isaac - Tiempo de lobos
  - Alfredo Gurrola - Dias de combate
- 1984: Felipe Cazals - Bajo la metralla
  - Ariel Zúñiga - El diablo y la dama
  - Arturo Ripstein - La viuda negra
- 1985: Paul Leduc - Frida, naturaleza viva
  - Gerardo Pardo - Deveras me atrapaste
  - Juan Antonio de la Riva - Vidas errantes
- 1986: Carlos Enrique Taboada - Veneno para las hadas
  - Alfredo Gurrola - El escuadrón de la muerte
  - Felipe Cazals - Los motivos de Luz
- 1987: Arturo Ripstein - El imperio de la fortuna
  - Alberto Cortés - Amor a la vuelta de la esquina
  - Diego López Rivera - Crónica de familia
- 1988: Alberto Isaac - Mariana, Mariana
  - Alejandro Pelayo - Días difíciles
  - Luis Alcoriza - Lo que importa es vivir
- 1989: Sergio Olhovich - Esperanza
  - Sergio Véjar - La jaula de oro
  - Juan Fernando Pérez Gavilán - ¿Nos traicionará el presidente?

### Anni 1990-1999
- 1990: Diego López Rivera - Goitia, un dios para sí mismo
  - Alfonso Rosas Priego - El homicida
  - Gilberto Gazcón de Anda - Rosa de dos aromas
- 1991: Jorge Fons - Rojo amanecer
  - Juan Antonio de la Riva - Pueblo de Madera
- 1992: Alfonso Arau - Come l'acqua per il cioccolato (Como agua para chocolate)
  - María Novaro - Danzón
  - Carlos Carrera - La donna di Benjamin (La mujer de Benjamín)
- 1993: Guillermo Del Toro - Cronos
  - Dana Rotberg - Ángel de fuego
  - Rubén Gámez - Tequila
- 1994: José Luis García Agraz - Desiertos mares
  - Felipe Cazals - Kino
  - Carlos Carrera - La vida conyugal
  - Francisco Athié - Lolo
  - Guita Schyfter - Novia que te vea
- 1995: Jorge Fons - El Callejón de los Milagros
  - Gabriel Retes - Bienvenido-Welcome
  - Roberto Sneider - Dos crímenes
  - Fernando Sariñana - Hasta morir
  - María Novaro - Motel Eden (El jardín del Edén)
- 1996: Carlos Carrera - Sin remitente
  - Óscar Blancarte - Dulces compañías
  - Alberto Isaac - Mujeres insumisas
  - José Luis García Agraz - Salón México
  - Daniel Gruener - Sobrenatural
- 1997:Rafael Montero - Cilantro y perejil
  - Benjamín Cann - De muerte natural
  - Marco Julio Linares - Juego limpio
- 1998: Juan Pablo Villaseñor - Por si no te vuelvo a ver
  - Jaime Humberto Hermosillo - De noche vienes, Esmeralda
  - Juan Antonio de la Riva - Elisa antes del fin del mundo
- 1999: Carlos Carrera - Un embrujo
  - Carlos Bolado - Bajo California: El límite del tiempo
  - Arturo Ripstein - Il vangelo delle meraviglie (El evangelio de las maravillas)

### Anni 2000-2010
- 2000: Luis Estrada - La ley de Herodes
  - Juan Carlos Rulfo - Del olvido al no me acuerdo
  - Óscar Urrutia Lazo - Rito terminal
- 2001: Alejandro González Iñárritu - Amores perros
  - Marisa Sistach - Nadie te oye: Perfume de violetas
  - Felipe Cazals - Su alteza serenísima
- 2002: Ignacio Ortiz - Cuentos de hadas para dormir cocodrilos
  - Gerardo Tort - De la calle
  - Juan Antonio de la Riva - El gavilán de la sierra
- 2003: Carlos Carrera - Il crimine di padre Amaro (El crimen del Padre Amaro)
  - Agustí Villaronga, Lydia Zimmermann e Isaac-Pierre Racine - Aro Tolbukhin - En la mente del asesino
  - Jaime Humberto Hermosillo - eXXXorcismos
- 2004: José Luis García Agraz - El misterio del Trinidad
  - Carlos Reygadas - Japón
  - Julián Hernández - Mil nubes de paz cercan el cielo, amor, jamás acabarás de ser amor
- 2005: Fernando Eimbcke - Temporada de patos
  - Luis Mandoki - I figli della guerra (Voces inocentes)
  - José Buil - Manos libres
- 2006: Felipe Cazals - Las vueltas del citrillo
  - Ignacio Ortiz - Mezcal
  - Ricardo Benet - Noticias lejanas
- 2007: Guillermo del Toro - Il labirinto del fauno (El laberinto del fauno)
  - Sebastián Cordero - Crónicas
  - Francisco Vargas - El violín
- 2008: Carlos Reygadas - Luz Silenciosa (Luz Silenciosa - Stellet Licht)
  - Paul Leduc - Cobrador: In God We Trust
  - Everardo González - Los ladrones viejos. Las leyendas del artegio
- 2009: Fernando Eimbcke - Sul lago Tahoe (Lake Tahoe)
  - Eugenio Polgovsky - Los herederos
  - Gerardo Naranjo - Voy a explotar

### Anni 2010-2019
- 2010: Carlos Carrera - El traspatio
  - Mariana Chenillo - Cinco días sin Nora
  - Alberto Cortés - Corazón del tiempo
- 2011: Luis Estrada - El infierno
  - Felipe Cazals - Chicogrande
  - Diego Luna - Abel
- 2012: Emilio Portes - Pastorela
  - Everardo Gout - Días de gracia
  - Gerardo Naranjo - Miss Bala
- 2013: Rodrigo Plá - La demora
  - Luis Mandoki - La vida precoz y breve de Sabina Rivas
  - Paula Markovitch - El premio
  - Matías Meyer - Los últimos cristeros
- 2014: Amat Escalante - Heli
  - Fernando Eimbcke - Club sándwich
  - Diego Quemada-Díez - La gabbia dorata (La jaula de oro)
- 2015: Alonso Ruizpalacios - Güeros
  - Ernesto Contreras - Las oscuras primaveras
  - Luis Estrada - La dictadura perfecta
  - Rigoberto Pérezcano - Carmín tropical
  - Jorge Ramírez Suárez - Guten Tag, Ramón
- 2016: David Pablos - Las elegidas
  - Julio Hernández Cordón - Te prometo anarquía
  - Rodrigo Plá - Un mostro dalle mille teste (Un monstruo de mil cabezas)
  - Gabriel Ripstein - 600 Millas
  - Anwar Safa - El Jeremías
- 2017: Tatiana Huezo - Tempestad
  - Mitzi Vanessa Arreola e Amir Galván - La 4ª Compañía
  - Federico Cecchetti - El sueño del Mara'akame
  - Jonás Cuarón - Desierto
  - Roberto Sneider - Me estás matando Susana
- 2018: Amat Escalante - La región salvaje
  - Natalia Beristáin - Eterno femminile (Los adioses)
  - Lucía Gajá - Batallas íntimas
  - Everardo González - La libertad del diablo
  - Issa López - Vuelven
- 2019: Alfonso Cuarón - Roma
  - Lila Avilés - La camarista
  - Alejandra Márquez Abella - Las niñas bien
  - Carlos Reygadas - Nuestro tiempo
  - Alonso Ruizpalacios - Museo - Folle rapina a Città del Messico (Museo)

### Anni 2020-2029
- 2020: Fernando Frías de la Parra - Non sono più qui (Ya no estoy aquí)
  - Julio Hernández Cordón - Cómprame un revólver
  - Kenya Márquez - Asfixia
  - Hari Sama - Esto no es Berlín
  - José María Yazpik - Polvo
- 2021: Fernanda Valadez - Sin señas particulares
  - Carlos Pérez Osorio - Las tres muertes de Marisela Escobedo
  - David Pablos - Il ballo dei 41 (El baile de los 41)
  - Samuel Kishi - Los Lobos
  - Yulene Olaizola - Selva trágica
- 2022: Alonso Ruizpalacios - Una película de policías
  - Ernesto Contreras - Cosas imposibles
  - Ángeles Cruz - Nudo Mixteco
  - Tatiana Huezo - Noche de fuego
  - Arturo Ripstein - El Diablo entre las Piernas
- 2023: Alejandro González Iñárritu - Bardo, la cronaca falsa di alcune verità (Bardo, falsa crónica de unas cuantas verdades)
  - Natalia Beristáin - Ruido - Una voce che non si spegne (Ruido)
  - Michelle Garza Cervera - Huesera
  - Alejandra Márquez Abella - A nord sul vuoto (El Norte Sobre el Vacío)
  - Lucía Puenzo - La Caída
- 2024: Lila Avilés - Tótem - Il mio sole (Tótem)
  - Rodrigo García - Familia
  - Tatiana Huezo - El eco
  - Elisa Miller - Stagione di uragani (Temporada de Huracanes)
  - David Zonana - Heroico

## Fonti
- Ariel > Ganadores y nominados >  Dirección, su academiamexicana.com. URL consultato il 04/04/20 (archiviato dall'url originale il 28 settembre 2007).